# B型H系 キャラクターソングアルバム
『B型H系 キャラクターソングアルバム』（ビーがたエッチけい キャラクターソングアルバム）は、テレビアニメ『B型H系』のキャラクターソングを収録したアルバム。2010年5月26日にキングレコードから発売された。

## 概要
- テレビアニメ『B型H系』のキャラクターソングが収録されている。
- CDジャケットには、山田、竹下美春、宮野まゆ、金城京香、山田千夏、小須田香月が描かれている。

## 収録曲
1. めざせ!H友達100人!![3:54]
歌：山田（田村ゆかり）
作詞：Bee'、作曲・編曲：中山真斗（Elements Garden）
2. めんどくさいマイフレンド [3:41]
歌：竹下美春（堀江由衣）
作詞：NAGAE、作曲・編曲：中山真斗（Elements Garden）
3. スプーンひとさじの愛 [5:07]
歌：宮野まゆ（花澤香菜）
作詞：NAGAE、作曲・編曲：藤間仁（Elements Garden）
4. 恋愛マスター [4:23]
歌：山田千夏（下田麻美）
作詞：Bee'、作曲・編曲：菊田大介（Elements Garden）
5. 体育会系でいこう! [4:12]
歌：小須田香月（能登麻美子）
作詞：NAGAE、作曲・編曲：藤田淳平（Elements Garden）
6. 好きです♡お兄さま [3:53]
歌：金城京香（小林ゆう）
作詞：Bee'、作曲・編曲：藤間仁（Elements Garden）
7. DOUTEI☆ロケンロール [3:20]
歌：小須田崇（阿部敦）・秋本コウタ（大下孝太）・工藤俊一（小泉豊）
作詞・作曲：童貞一男、編曲：火目ハジメ
8. ノノノノン [5:26]
歌：山田（田村ゆかり）・宮野まゆ（花澤香菜）・金城京香（小林ゆう）
作詞：NAGAE、作曲・編曲：菊田大介（Elements Garden）

## アニメ本編での使用
| 曲名                | 詳細                               |
| ------------------- | ---------------------------------- |
| DOUTEI☆ロケンロール | テレビアニメ『B型H系』第10話挿入歌 |
| ノノノノン          | テレビアニメ『B型H系』第10話挿入歌 |